# Ede Király
Ede Király, född 22 februari 1926 i Budapest, död 10 augusti 2009, var en ungersk konståkare.
Király blev olympisk silvermedaljör i konståkning vid vinterspelen 1948 i Sankt Moritz.